# Seznam slovenskih verskih osebnosti
Seznam slovenskih verskih osebnosti je krovni seznam.

## Rimskokatoliška cerkev
- Seznam slovenskih rimskokatoliških duhovnikov
- Seznam slovenskih rimskokatoliških škofov
- Seznam članov Slovenske škofovske konference
- Seznam slovenskih apostolskih nuncijev
- Seznam slovenskih kardinalov
- Seznam slovenskih redovnikov
- Seznam slovenskih misijonarjev
- Seznam slovenskih eksorcistov
- Seznam slovenskih vikarjev
- Seznam slovenskih svetnikov
- Seznam slovenskih teologov
- Seznam predavateljev na Teološki fakulteti v Ljubljani
- Seznam apostolskih nuncijev v Sloveniji, z jurisdikcijo Svetega sedeža nad slovenskih teritorijem

## Grškokatoliška cerkev
- Seznam grškokatoliških škofov Križevcev, z jurisdikcijo nad slovenskim teritorijem

## Evangeličanska cerkev
- Seznam slovenskih evangeličanskih škofov
- Seznam slovenskih evangeličanskih duhovnikov

## Pravoslavna cerkev
- Seznam slovenskih pravoslavnih duhovnikov
- Seznam pravoslavnih episkopov Zagreba in Ljubljane, z jurisdikcijo nad slovenskim teritorijem
- Seznam pravoslavnih episkopov Gornjega Karlovca, z jurisdikcijo nad slovenskim teritorijem

## Muslimanska verska skupnost
- Seznam slovenskih islamskih duhovnikov

## Budistična verska skupnost
- Seznam slovenskih budistov